# Tlamixtlahuacan
Tlamixtlahuacan är en ort i Mexiko.   Den ligger i kommunen Chilapa de Álvarez och delstaten Guerrero, i den södra delen av landet, 210 km söder om huvudstaden Mexico City. Tlamixtlahuacan ligger 1 218 meter över havet och antalet invånare är 3 031.
Terrängen runt Tlamixtlahuacan är huvudsakligen kuperad, men åt sydväst är den bergig. Runt Tlamixtlahuacan är det ganska glesbefolkat, med 39 invånare per kvadratkilometer. Närmaste större samhälle är Chilapa de Alvarez, 11,4 km nordost om Tlamixtlahuacan. Omgivningarna runt Tlamixtlahuacan är en mosaik av jordbruksmark och naturlig växtlighet.